# Rassemblement démocratique révolutionnaire
Rassemblement démocratique révolutionnaire (RDR) (česky Revoluční demokratické shromáždění) byla francouzská levicová politická strana, která byla založena po druhé světové válce. Mezi jejími zakladateli figurovali intelektuálové a spisovatelé Jean-Paul Sartre, David Rousset a Georges Altman.
Strana usilovala o to stát se "třetí silou na levici", prosazovala revoluční a demokratický socialismus, který měl být radikálnější než reformismus socialistické strany (SFIO), zároveň však udržující odstup od stalinismu, který v té době prosazovala Francouzská komunistická strana (PCF).
Stranické noviny, které nesly název La Gauche (Levice), vycházely od května 1948 do března 1949.